# 페이야드 니컬러스

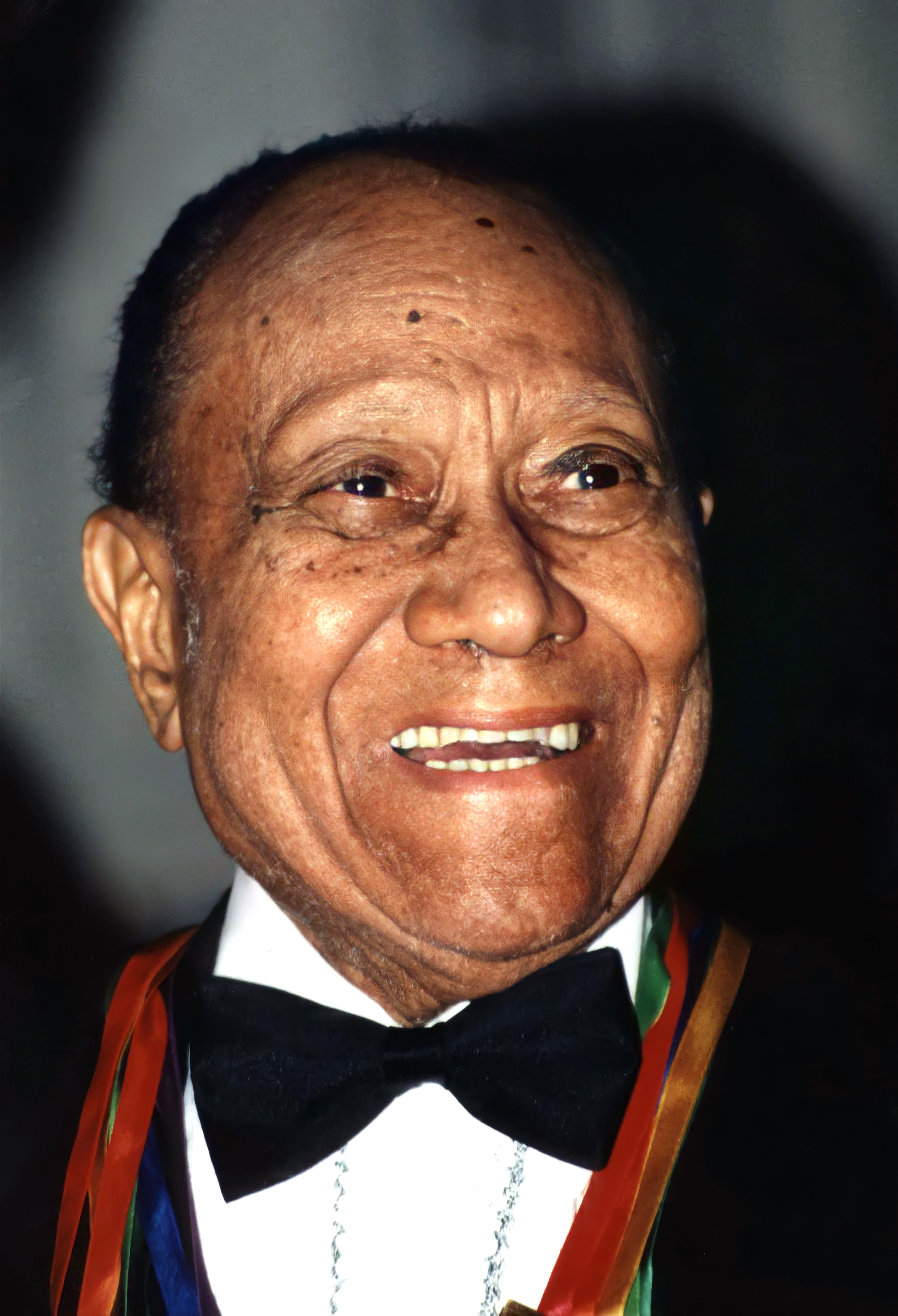

페이야드 니컬러스(Fayard Nicholas, 1914년 10월 20일 ~ 2006년 1월 24일)는 미국의 댄서, 안무가, 가수, 연극 배우, 영화배우이다.
모빌에서 태어났으며 로스앤젤레스에서 사망하였다. 사인은 뇌졸중이다.

## 영화
- 진 켈리, 춤을 해부하다 (2002년) - 본인 역
- 나이트 앳 더 골든 이글 (2001년)
- 엔터테인먼트 (1974년)
- 진정한 해방 (1970년)
- 해적 (1948년)
- 폭풍우의 날씨 (1943년)
- 오케스트라 와이브즈 (1942년)
- 그레이트 아메리칸 브로드캐스트 (1941년)
- 선 밸리 세레나데 (1941년)
- 다운 아젠틴 웨이 (1940년)
- 틴 팬 앨리 (1940년)
- 더 빅 브로드캐스트 오브 1936 (1935년)
- 키드 밀리언스 (1934년)